# José María San Martín
José María San Martín (29 mars 1811 – 12 août 1857) est un militaire et homme politique salvadorien. Il est président du Salvador entre 1854 et 1856. 

## Biographie
Il est né à Nacaome (Honduras). Ses parents sont le colonel Joaquín de San Martín et Joaquina Fugón. 
Bien que né au Honduras, sa famille déménage à Chalatenango, au Salvador, quand il est enfant. Il étudie la philosophie à l'université de San Carlos au Guatemala mais n'a pas obtenu son diplôme. Il revient au Salvador en 1829 où il épouse plus tard Isabel García de Machón. 
En 1832, il devint député au parlement de la province du Salvador. 
En 1834, il entre dans l'armée. Plus tard dans l'année, son père, Joaquín de San Martín y Ulloa, déclare l'indépendance de la province du Salvador et combat les troupes de José Francisco Morazán Quezada, qui dirige de la Confédération centraméricaine. Les troupes envoyées par Joaquín de San Martín et Ulloa sont défaites à la rivière Jiboa juin 1834. 
La famille de San Martín y Ulloa s'exile au Mexique. Après l'effondrement de la Confédération de l'Amérique centrale en 1840, il rentre au Salvador. José María San Martín prend le grade de lieutenant colonel. 
En 1842, il tenta un coup d'État contre Francisco Malespín, qui échoue. Il est exilé au Honduras. 
Il rentre au Salvador en 1845. Le 16 mai 1846, Eugenio Aguilar le nomme ministre des Finances et de la Guerre. San Martín a occupé ces fonctions jusqu'au 19 septembre 1847. En 1850, il fut élu au Parlement, de 1851 à 1853. Du 30 janvier au 1er février 1852, il fut président par intérim du Salvador. 
À la fin de 1853, il est élu président pour deux ans supplémentaires. 
Le 16 avril 1854, un séisme détruit complètement la ville de San Salvador. Le 27 avril 1854, le gouvernement a chargé une commission de trouver un site de relocalisation pour la ville. Le 8 mai 1854, le président San Martín quitta Cojutepeque pour inspecter le site recommandé, mais celui-ci ne respecte pas ses critères. En conséquence, il crée une nouvelle commission composée de plusieurs ingénieurs, et choisit Santa Tecla le 4 juin. 
Le 14 février 1855, il décrète la création du département de Chalatenango. Isidro Menéndez met en place les lois du Salvador sur ce territoire. Comparé au gouvernement conservateur de José Rafael Carrera Turcios au Guatemala, Martín s'est comporté plutôt pacifiquement. Dans le cabinet de son successeur à la présidence, Rafael Campo, José María San Martín est ministre de la guerre. 
Le 12 août 1857, il meurt du choléra dans son ranch, à San Cristóbal. L'épidémie a été propagée par des soldats revenant du Nicaragua avec Gerardo Barrios, qui avait désobéi aux ordres du président Campo lui intimant de rester au Nicaragua. 